# Silkeborg IF
El Silkeborg IF es un equipo de fútbol de la ciudad de Silkeborg, en Dinamarca. Actualmente milita en la Superliga danesa, primera categoría de fútbol en ese país.

## Uniforme
- Uniforme titular: Camiseta roja, pantalón blanco, medias rojas.
- Uniforme alternativo: Camiseta blanca, pantalón verde, medias blancas.

## Estadio
El Silkeborg IF juega de local en el JYSK Park en Silkeborg, con capacidad para 10 000 espectadores.

## Jugadores

### Jugadores destacados
- Iddi Alkhag
- Troels Bech
- Keld Bordinggaard
- Morten Bruun
- Peter Degn
- Heine Fernández
- Michael Hansen
- Henrik Ipsen
- Bjarne Jensen
- Peter Kjær
- Jim Larsen
- Jacob Laursen
- Martin Laursen
- Thomas Røll Larsen
- Rajko Lekic
- Jesper Thygesen
- Bora Živković

### Goleadores Históricos
Sólo juegos oficiales. Actualizado al 1 de enero de 2013.
| #  | Nombre          | Periodo               | Goles |
| -- | --------------- | --------------------- | ----- |
| 1  | Henrik Pedersen | 1995–2001 y 2008–2012 | 96    |
| 2  | Heine Fernandez | 1990–1998             | 96    |
| 3  | Rajko Lekic     | 2003–2004 y 2008–2011 | 76    |
| 4  | Jesper Thygesen | 1994–1998 y 2000–2003 | 45    |
| 5  | Iddi Alkhag     | 2001–2007             | 41    |
| 6  | Christian Holst | 2008–presente         | 39    |
| 7  | Michael Hansen  | 1991–1996 y 2006–2007 | 39    |
| 8  | Morten Bruun    | 1988–2001             | 35    |
| 9  | Ole Skov        | 1988–1992             | 35    |
| 10 | Nocko Jokovic   | 1996–1999             | 33    |
| 11 | Peter Lassen    | 1999–2000             | 33    |
| 12 | Allan Reese     | 1991–1997             | 32    |
| 13 | Hans Erfurt     | 1987–1994             | 31    |
| 14 | Peter Degn      | 2004–2010             | 26    |
| 15 | Kim Olsen       | 2004–2008             | 25    |

### Más Apariciones
Sólo juegos oficiales. Actualizado al 1 de enero de 2013.
| #  | Nombre          | Periodo               | Apariciones |
| -- | --------------- | --------------------- | ----------- |
| 1  | Morten Bruun    | 1988–2001             | 424         |
| 2  | Bjarne Jensen   |                       | 348         |
| 3  | Ingvar Johansen | 1979–1993             | 325         |
| 4  | Arne Skovbo     |                       | 308         |
| 5  | Kurt Nielsen    |                       | 307         |
| 6  | Peter Kjær      | 1993–2001             | 291         |
| 7  | Christian Duus  | 1991–2005             | 283         |
| 8  | Henrik Pedersen | 1995–2001 y 2008–2012 | 270         |
| 9  | Michael Larsen  | 1992–2003             | 269         |
| 10 | Thomas Poulsen  | 1997–2006             | 255         |
| 11 | Brian Skaarup   | 1977–1991             | 254         |
| 12 | Heine Fernandez | 1990–1998             | 246         |
| 13 | Jørgen Hansen   |                       | 245         |
| 14 | Jesper Thygesen | 1994–1998 y 2000–2003 | 245         |
| 15 | Peder Knudsen   | 1990–2000             | 234         |

## Palmarés

### Torneos nacionales
- Superliga de Dinamarca (1): 1994.
- Copa de Dinamarca (2): 2001, 2024.
  - Subcampeón: 2018
- Supercopa de Dinamarca:
  - Subcampeón 1994, 2001.
- Primera División de Dinamarca (4): 2004, 2014, 2019, 2020.

### Torneos internacionales
- Copa Intertoto de la UEFA (1): 1996

## Participación en competiciones de la UEFA
| Competicion UEFA | Competicion UEFA              | Competicion UEFA  | Competicion UEFA      | Competicion UEFA | Competicion UEFA | Competicion UEFA |
| Temporada        | Torneo                        | Ronda             | Club                  | Casa             | Visita           | Global           |
| ---------------- | ----------------------------- | ----------------- | --------------------- | ---------------- | ---------------- | ---------------- |
| 1991             | Intertoto Cup                 | Grupo 4           | Hammarby IF           | 4–1              | 3–1              | 2° Lugar         |
| 1991             | Intertoto Cup                 | Grupo 4           | Energie Cottbus       | 4–1              | 1–0              | 2° Lugar         |
| 1991             | Intertoto Cup                 | Grupo 4           | Dukla Banksá Bystrica | 1–3              | 0–2              | 2° Lugar         |
| 1993             | Intertoto Cup                 | Grupo 6           | Zürich                | N/A              | 0–2              | 5° Lugar         |
| 1993             | Intertoto Cup                 | Grupo 6           | VfL Bochum            | 2–2              | N/A              | 5° Lugar         |
| 1993             | Intertoto Cup                 | Grupo 6           | Tirol                 | 1–1              | N/A              | 5° Lugar         |
| 1993             | Intertoto Cup                 | Grupo 6           | Slovan Bratislava     | N/A              | 1–2              | 5° Lugar         |
| 1994             | Intertoto Cup                 | Grupo 1           | Halmstads BK          | N/A              | 0–2              | 5° Lugar         |
| 1994             | Intertoto Cup                 | Grupo 1           | Maccabi Netanya       | 0–0              | N/A              | 5° Lugar         |
| 1994             | Intertoto Cup                 | Grupo 1           | Sparta Prague         | N/A              | 1–4              | 5° Lugar         |
| 1994             | Intertoto Cup                 | Grupo 1           | Lokomotiv Sofia       | 7–2              | N/A              | 5° Lugar         |
| 1994–95          | Champions League              | 1° Clasificatoria | Dynamo Kiev           | 0–0              | 1–3              | 1–3              |
| 1995–96          | UEFA Cup                      | 1° Clasificatoria | Crusaders             | 4–0              | 1–2              | 5–2              |
| 1995–96          | UEFA Cup                      | 2° Clasificatoria | Sparta Prague         | 1–2              | 0–1              | 1–3              |
| 1996             | Intertoto Cup                 | Group 4           | Sporting Charleroi    | N/A              | 4–2              | 1° Lugar         |
| 1996             | Intertoto Cup                 | Group 4           | Zagłębie Lubin        | 0–0              | N/A              | 1° Lugar         |
| 1996             | Intertoto Cup                 | Group 4           | SV Ried               | N/A              | 3–0              | 1° Lugar         |
| 1996             | Intertoto Cup                 | Group 4           | Conwy United          | 3–0              | N/A              | 1° Lugar         |
| 1996             | Intertoto Cup                 | Semifinales       | Uralmash              | 0–1              | 2–1              | 2–2 (a)          |
| 1996             | Intertoto Cup                 | Final             | Segesta Sisak         | 0–1              | 2–1              | 2–2 (a)          |
| 1996–97          | UEFA Cup                      | Clasificatoria    | Spartak Moscow        | 1–2              | 2–3              | 3–5              |
| 1997             | Intertoto Cup                 | Grupo 2           | Grazer AK             | N/A              | 0–2              | 3° Lugar         |
| 1997             | Intertoto Cup                 | Grupo 2           | Hrvatski Dragovoljac  | 5–0              | N/A              | 3° Lugar         |
| 1997             | Intertoto Cup                 | Grupo 2           | Bastia                | N/A              | 0–1              | 3° Lugar         |
| 1997             | Intertoto Cup                 | Grupo 2           | Ebbw Vale             | 6–1              | N/A              | 3° Lugar         |
| 1998–99          | UEFA Cup                      | 1° Clasificatoria | Mura                  | 2–0              | 0–0              | 2–0              |
| 1998–99          | UEFA Cup                      | 1                 | Roma                  | 0–2              | 0–1              | 0–3              |
| 2000             | Intertoto Cup                 | 1                 | Dnepr Mogilev         | 1–2              | 1–2              | 2–4              |
| 2001–02          | UEFA Cup                      | 1                 | Real Zaragoza         | 1–2              | 0–3              | 1–5              |
| 2022–23          | UEFA Europa League            | Playoff           | HJK                   | 1–1              | 0–1              | 1–2              |
| 2022–23          | UEFA Europa Conference League | Grupo B           | Anderlecht            | 0–2              | 0–1              | 3° Lugar         |
| 2022–23          | UEFA Europa Conference League | Grupo B           | West Ham United       | 2–3              | 0–1              | 3° Lugar         |
| 2022–23          | UEFA Europa Conference League | Grupo B           | FCSB                  | 5–0              | 5–0              | 3° Lugar         |
| 2024–25          | UEFA Europa League            | 2° Clasificatoria | Molde                 | 3–2              | 1–3              | 4–5              |
| 2024–25          | UEFA Conference League        | 3° Clasificatoria | Gent                  | 2–2              | 2–3              | 4–5              |